# Zmarli w roku 1995
Lista osób zmarłych w 1995:

## styczeń 1995
- 7 stycznia – Murray Rothbard, amerykański ekonomista[1]
- 12 stycznia – Zbigniew Kosycarz, polski fotoreporter[2]
- 18 stycznia – Adolf Butenandt, niemiecki biochemik[3]
- 23 stycznia – Halina Billing-Wohl, polska aktorka i pedagog[4]
- 27 stycznia – Jan Walter, polski duchowny luterański, senior diecezji warszawskiej[5]

## luty 1995
- 2 lutego – Donald Pleasence, angielski aktor charakterystyczny [6]
- 8 lutego:
  - Józef Maria Bocheński, logik i filozof[7]
  - Maria Klimowicz, polska lekarka, działaczka społeczna[8]
- 9 lutego – J. William Fulbright, amerykański polityk[9]
- 12 lutego – Nat Holman, amerykański koszykarz, trener[10]
- 16 lutego – Wiktor Dega, polski lekarz, uczony, ortopeda, profesor, pierwszy kawaler Orderu Uśmiechu[11]
- 25 lutego – Rani Maria Vattalil, hinduska zakonnica, męczennica, błogosławiona katolicka[12]

## marzec 1995
- 1 marca:
  - Georges J.F. Köhler, niemiecki biolog, laureat Nagrody Nobla[13]
  - Władisław Listjew, rosyjski dziennikarz, prezenter i dyrektor ORTV[14]
- 4 marca – Matt Urban, amerykański wojskowy polskiego pochodzenia, uczestnik II wojny światowej[15]
- 6 marca – Barbara Kwiatkowska-Lass, aktorka filmowa[16]
- 7 marca – Paul-Émile Victor, francuski etnolog, badacz polarny, podróżnik i pisarz[17]
- 10 marca – Gertruda Babilińska, polska nauczycielka[18]
- 11 marca – Jean Bayard, francuski rugbysta, medalista olimpijski[19]
- 13 marca – Franciszek Gajowniczek, polski żołnierz, więzień niemieckiego obozu koncentracyjnego Auschwitz-Birkenau, oddał za niego życie Maksymilian Maria Kolbe[20]
- 17 marca – Robert Monroe, amerykański parapsycholog, badacz zjawiska OOBE[21]
- 26 marca – Eazy-E, amerykański raper, ojciec chrzestny gangsta rapu[22]
- 29 marca – Jimmy McShane, północnoirlandzki tancerz, frontman grupy Baltimora, zmarł na AIDS[23]
- 31 marca – Selena, meksykańsko-amerykańska piosenkarka, zmarła wskutek wykrwawienia się przez ranę postrzałową[24]

## kwiecień 1995
- 2 kwietnia – Hannes Alfvén szwedzki noblista w dziedzinie fizyki[25]
- 10 kwietnia:
  - Morarji Desai (hindi मोरारजी देसाई), indyjski polityk, premier Indii[26]
  - Chen Yun, chiński polityk komunistyczny[27]
- 16 kwietnia – Iqbal Masih, pakistański chłopiec działający na rzecz Frontu Wyzwolenia Pracujących Dzieci ginie w wieku 12 lat w wyniku postrzału[28]
- 25 kwietnia – Ginger Rogers, aktorka i tancerka amerykańska rosyjskiej, niemieckiej i włoskiej[29]

## maj 1995
- 4 maja – Lidia Kłobucka, śpiewaczka solistka teatru Roma, uczennica Ady Sari[30]
- 5 maja – Michaił Botwinnik (ros. Михаил Моисеевич Ботвинник), rosyjski szachista, mistrz świata[31]
- 12 maja – Giorgio Belladonna, włoski brydżysta[32]
- 26 maja – Piotr Malinowski, ratownik tatrzański, taternik, alpinista[33]

## czerwiec 1995
- 14 czerwca – Roger Zelazny, amerykański pisarz[34]
- 15 czerwca – John Vincent Atanasoff, amerykański inżynier-informatyk bułgarskiego pochodzenia, twórca elektronicznego komputera[35]
- 20 czerwca – Emil Cioran, pisarz rumuński[36]
- 23 czerwca – Jonas Salk, amerykański lekarz, biolog, odkrywca szczepionki przeciwko polio[37]
- 25 czerwca – Ernest Walton, irlandzki fizyk, laureat Nagrody Nobla w 1951[38]
- 26 czerwca – Kazimierz Wichniarz, polski aktor[39]
- 29 czerwca -
  - Lana Turner, amerykańska aktorka[40]
  - Jerzy Kram, polski językoznawca, wykładowca szkół średnich i ośrodków doskonalenia zawodowego nauczycieli[41]
- 30 czerwca – Gieorgij Bieriegowoj, radziecki kosmonauta[42]

## lipiec 1995
- 8 lipca – Abdułła Iżajew, radziecki sierżant, uhonorowany pośmiertnie tytułem Bohatera Federacji Rosyjskiej[43]
- 13 lipca – Július Andráši, słowacki taternik, alpinista[44]
- 16 lipca – Ahmad Mari, egipski aktor filmowy[45]
- 17 lipca – Jerzy Michotek, polski aktor i piosenkarz[46]
- 18 lipca – Fabio Casartelli, włoski kolarz szosowy, mistrz olimpijski[47]
- 27 lipca – Jerzy Mrzygłód, polski dziennikarz, sprawozdawca sportowy[48]
- 30 lipca – Aleksander Bardini, aktor, reżyser i pedagog[49]

## sierpień 1995
- 11 sierpnia – Marek Gajewski, polski, lektor, spiker i aktor, prezenter i dziennikarz TVP[50]
- 13 sierpnia – Bruce Grant, nowozelandzki narciarz alpejski i alpinista, olimpijczyk[51]
- 14 sierpnia – Stanisław Zieliński, polski pisarz[52]
- 15 sierpnia – Me’ir-Dawid Lewenstein, izraelski rabin i polityk, sygnatariusz Deklaracji niepodległości Izraela[53]
- 19 sierpnia – Pierre Schaeffer, francuski kompozytor, twórca muzyki konkretnej[54]
- 21 sierpnia – Subramanyan Chandrasekhar, amerykański astrofizyk hinduskiego pochodzenia, laureat Nagrody Nobla[55]
- 23 sierpnia – Adam Wiśniewski-Snerg, polski pisarz science fiction[56]
- 24 sierpnia – Gary Crosby, amerykański piosenkarz i aktor[57]
- 28 sierpnia – Gerard Wilk, polski tancerz[58]

## wrzesień 1995
- 12 września:
  - Lubomír Beneš, czeski animator i twórca serialu animowanego Sąsiedzi[59]
  - Ernest Pohl, polski piłkarz, reprezentant Polski[60]
- 14 września – Bogusz Bilewski, polski aktor[61]
- 30 września – Marian Muszkat, polski prawnik, specjalista z zakresu prawa międzynarodowego[62]

## październik 1995
- 7 października – Olga Taussky-Todd, austriacka i czesko-amerykańska matematyczka[63]
- 14 października – Irena Popławska, polski historyk sztuki, historyk architektury łódzkiej, profesor Politechniki Łódzkiej[64]
- 20 października – Andrzej Woyciechowski, polski dziennikarz, założyciel Radia Zet[65]
- 22 października – Kingsley Amis, brytyjski pisarz, poeta, krytyk literacki[66]
- 26 października – Wilhelm Freddie, duński malarz[67]
- 29 października – Pavol Horský, słowacki ksiądz katolicki, jezuita, ofiara prześladowań komunistycznych w Czechosłowacji (ur. 1924)

## listopad 1995
- 4 listopada:
  - Gilles Deleuze, francuski filozof[68]
  - Icchak Rabin, premier Izraela[69]
- 11 listopada – Koloman Gögh, czeski piłkarz, trener piłkarski, reprezentant Czechosłowacji, mistrz Europy[70]
- 19 listopada – Charles Doe, amerykański sportowiec, medalista olimpijski[71]
- 21 listopada – Peter Grant, menedżer Led Zeppelin[72]
- 27 listopada – Mieczysław Klimaszewski, polski geograf i geomorfolog, działacz państwowy[73]

## grudzień 1995
- 2 grudnia – Biem Dudok van Heel, holenderski żeglarz, olimpijczyk[74]
- 18 grudnia – Konrad Zuse, niemiecki inżynier, pionier informatyki; konstruktor komputera działającego w systemie binarnym[75]
- 25 grudnia:
  - Emmanuel Levinas, francuski filozof[76]
  - Dean Martin, amerykański piosenkarz i aktor[77]